# Daniel Foder

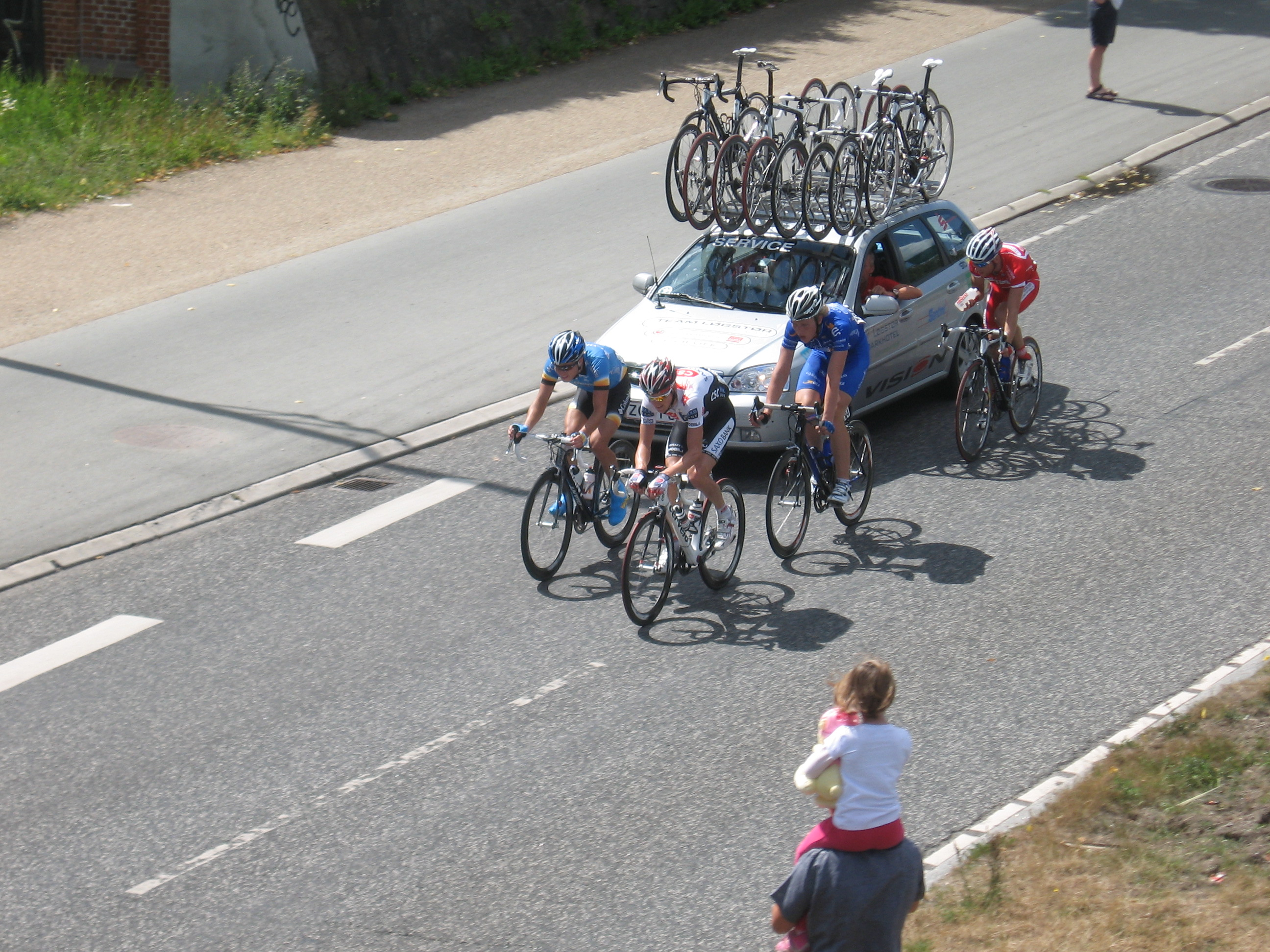
Daniel Foder sur le Tour du Danemark 2008

Daniel Holm Foder (né le 7 avril 1983 à Silkeborg) est un coureur cycliste danois, devenu ensuite directeur sportif.

## Palmarès
- 2008
  - Grand Prix Nordjylland
- 2009
  - Fyen Rundt
  - 3e du championnat du Danemark du contre-la-montre par équipes
- 2010
  - 2e du Sparekassen Himmerland Grand Prix
- 2011
  -  Champion du Danemark du contre-la-montre par équipes
  - Classement général de la Post Cup
  - 2e du Tour de Norvège
  - 3e du Rogaland GP
- 2012
  - 1re étape du Tour de Chine I (contre-la-montre par équipes)
- 2013
  -  Champion du Danemark du contre-la-montre par équipes
- 2014
  -  Champion du Danemark du contre-la-montre par équipes
- 2015
  -  Champion du Danemark du contre-la-montre par équipes
- 2016
  -  Champion du Danemark du contre-la-montre par équipes

## Classements mondiaux
| Année           | 2007   | 2008 | 2009 | 2010 | 2011 | 2012 | 2013 | 2014 |
| --------------- | ------ | ---- | ---- | ---- | ---- | ---- | ---- | ---- |
| UCI Asia Tour   |        |      |      |      | 111e | 101e |      |      |
| UCI Europe Tour | 1 351e | 288e | 372e |      | 264e |      | 748e | 803e |